# Артилерійська вулиця (Київ)
Артилері́́йська вулиця — зникла вулиця, існувала в Жовтневому, нині Солом'янському районі міста Києва, місцевість Караваєві дачі. Пролягала від Садкової вулиці до залізниці.
Прилучався Садковий провулок.

## Історія
Вулиця виникла в 1920-х — на початку 1930-х років під такою ж назвою. Ліквідована разом із навколишньою малоповерховою забудовою наприкінці 1977 року.